# Sielsowiet Boryczewicze
Sielsowiet Boryczewicze (biał. Барычавіцкі сельсавет; ros. Боричевичский сельсовет) – sielsowiet na Białorusi, w obwodzie brzeskim, w rejonie pińskim, z siedzibą w Boryczewiczach.
Według spisu z 2009 sielsowiet Boryczewicze zamieszkiwało 640 osób, w tym 615 Białorusinów (96,09%), 12 Rosjan (1,88%), 11 Ukraińców (1,72%), 1 Polak (0,16%) i 1 osoba, która nie podała żadnej narodowości.

## Miejscowości
- wsie:
  - Biżerewicze
  - Boryczewicze
  - Grzywkowicze
  - Łozicze
  - Misiatycze
  - Szołomicze
  - Tyrwowicze
  - Wujwicze